# Carrie Russell
Carrie Russell (Jamaica, 18 de octubre de 1990) es una atleta jamaicana, especialista en la prueba de 4 x 100 m, con la que llegó a ser campeona mundial en 2013.

## Carrera deportiva
En el Mundial de Moscú 2013 gana la medalla de oro en el relevo 4 x 100 m, quedando por delante de Estados Unidos y Reino Unido.